# 池武当バスストップ
池武当バスストップ（いけんとうバスストップ、池武当BS）は沖縄県沖縄市松本7丁目に所在する沖縄自動車道上のバス停留所(バスストップ)。

## 停車する路線
沖縄4社の運行する高速バスと、やんばる急行バスが停車する。
| 系統 | 運行会社                                | 下り線側                                                 | 下り線側                          | 上り線側             | 上り線側 |
| 系統 | 運行会社                                | 主な経由地                                               | 行き先                            | 主な経由地           | 行き先   |
| ---- | --------------------------------------- | -------------------------------------------------------- | --------------------------------- | -------------------- | -------- |
| 111  | 琉球バス交通 沖縄バス 那覇バス 東陽バス | 世冨慶・名護市役所前                                     | 名護BT                            | 国場・那覇BT         | 那覇空港 |
| 117  | 琉球バス交通 沖縄バス 那覇バス          | 世冨慶・名護市役所前・名護BT・本部港・記念公園前         | オリオンモトブリゾート            | 国場・那覇BT         | 那覇空港 |
| 888  | やんばる急行バス空港線                  | 世冨慶・名護市役所前・本部港・記念公園前・今帰仁城跡入口 | リゾートホテルベルパライソ 運天港 | おもろまち・県庁北口 | 那覇空港 |

前後のバス停（111・117番）
- 沖縄南I・CBS - 池武当BS - 沖縄北I・CBS

前後のバス停（やんばる急行バス空港線）
- 山里BS - 池武当BS - 道の駅許田バス停（国道58号上）

## 周辺
- 沖縄県道85号沖縄環状線
- 池武当バス停（琉球バス交通62番中部線）
- 陸上自衛隊白川分屯地
- 知花ゴルフコース
- 沖縄県立美来工科高等学校
- コザ自動車学校

## 隣
E58 沖縄自動車道
沖縄南IC - 池武当BS - 沖縄北IC